# アレクサンドル・フェドトフ
アレクサンドル・フェドトフ（Alexander Vasilievich Fedotov、ロシア語表記：Александр Васильевич Федотов、1932年6月23日 - 1984年4月4日）はソビエトのテスト・パイロットである。MiG設計局などの戦闘機の試験飛行を行い、多くの航空記録を樹立した。
ボルゴグラードで生まれた。空軍で勤務した後、1958年からMiG設計局のテストパイロットとして働いた。MiG-21, MiG-23, MiG-25, MiG-27, MiG-29, MiG-31の試験飛行を行い、実験機で、航空記録を樹立したことで国際的に有名なパイロットとなった。フェドトフの作った記録には、1961年7月10日の実験機E-166による周回飛行速度記録（2,401 km/h）、1973年7月25日のE-266による高高度飛行記録（36,240m）1977年8月31日のE-266Mによる高高度飛行記録（37,650m）などがある。これらの飛行で国際航空連盟のデラボー賞を3度受賞した。またソビエトで最初にマッハ3を越える飛行に成功したパイロットである。1984年、MiG-31の試験中に事故死した。
レーニン賞(1981年）やソ連邦英雄を受勲した。